# لوكا ستويانوفيتش
لوكا ستويانوفيتش (4 يناير 1994 ببلغراد في صربيا - ) هو لاعب كرة قدم صربي في مركز الوسط. شارك مع منتخب صربيا تحت 17 سنة لكرة القدم. أما مع النوادي، فقد لعب مع أبولون ليماسول وسبورتينغ لشبونة ب.

## وصلات خارجية
- لوكا ستويانوفيتش على موقع الاتحاد الأوربي (الإنجليزية)
- لوكا ستويانوفيتش على موقع الدوري الأمريكي (الإنجليزية)
- لوكا ستويانوفيتش على موقع قاعدة بيانات كرة القدم.إي يو (الإنجليزية)
- لوكا ستويانوفيتش على موقع Soccerway.com (الإنجليزية)
- لوكا ستويانوفيتش على موقع عالم كرة القدم.نت (الإنجليزية)